# 嘉陽梨佳子
嘉陽 梨佳子（かよう りかこ、1998年12月20日 - ）は、日本の元女子バスケットボール選手である。ポジションはパワーフォワード。Wリーグのプレステージ・インターナショナル アランマーレに所属していた。

## 来歴
沖縄県出身。
前原高校から名古屋学院大に進みインカレ出場。
2020年末、翌シーズンよりWリーグ参入が決まっているプレステージ・インターナショナル アランマーレの第1回トライアウトを受験し、2021年4月1日に加入が発表された。
2023年現役引退。